# Belinda Stowell
Belinda Josephine Marion Stowell (Harare, 28 mei 1971) is een Australisch zeilster.
Tijdens de Olympische Zomerspelen 2000 won Stowell samen met Jenny Armstrong de gouden medaille in de 470.

## Resultaten

### Wereldkampioenschappen
| Jaar | Plaats      | Resultaten |
| ---- | ----------- | ---------- |
| 2000 | Balatonmeer | 470        |
| 2001 | Koper       | 470        |

### Olympische Zomerspelen
| Jaar | Plaats                | Resultaten |
| ---- | --------------------- | ---------- |
| 2000 | Sydney                | 470        |
| 2004 | Athene                | 14e 470    |
| 2012 | Weymouth and Portland | 7e 470     |

1988: Lynne Jewell / Allison Jolly ·
1992: Patricia Guerra / Theresa Zabell ·
1996: Begoña Vía Dufresne / Theresa Zabell ·
2000: Jenny Armstrong / Belinda Stowell ·
2004: Sofia Bekatorou / Aimilia Tsoulfa ·
2008: Elise Rechichi / Tessa Parkinson ·
2012: Jo Aleh / Polly Powrie ·
2016: Saskia Clark / Hannah Mills ·
2020: Hannah Mills / Eilidh McIntyre